# 안동김씨재사
안동김씨재사(安東金氏齋舍)는 경상북도 안동시 임하면 추목리에 있다. 2010년 3월 12일 안동시의 문화유산 제39호로 지정되었다.